# Коритне (Шепетівський район)
Кори́тне — село в Україні, у Білогірській селищній громаді Шепетівського району Хмельницької області. Населення становить 413 осіб. До 2020 орган місцевого самоврядування — Коритненська сільська рада.

## Історія
У 1906 році село Перерославської волості Острозького повіту Волинської губернії. Відстань від повітового міста 25 верст, від волості 10. Дворів 38, мешканців 686.
7 (20) листопада 1917 року, відповідно до Третього Універсалу Української Центральної Ради, увійшло до складу Української Народної Республіки.
12 червня 2020 року, відповідно до розпорядження Кабінету Міністрів України № 727-р «Про визначення адміністративних центрів та затвердження територій територіальних громад Хмельницької області», увійшло до складу Білогірської селищної громади.
19 липня 2020 року, в результаті адміністративно-територіальної реформи та ліквідації Білогірського району, село увійшло до складу новоутвореного Шепетівського району.

## Цікавий факт
- У книзі Олександра Цинкаловського «Стара Волинь і Волинське Полісся» про цей населений пункт зазначено: |                                                                                                                                                                                                                                                                                                                                                                                                                                                                                                                                                | \| КОРИТНО, с, Острозький пов., Перерослинська вол., 22 км. від Острога. В кінці 19 ст. було там 95 домів 603 жителів, дерев'яна церква з 1753 р. (Василевська), дуже архаїчної конструкції. В 19 ст. селянської землі в К. було 466 дес. і фільварочної 581 дес, земля чорнозем на вапняному підкладі. В ур. Надишень, під час розкорчівки лісу, натраплено на неолітичну оселю і робітню кремінного знаряддя. В 1878 р. досліджував цю оселю член археологічного Т-ва, В. Рупневський, знахідки з К. віддав він до Дорпажу (Юр'єва, Естонія). .[5] \| |
| КОРИТНО, с, Острозький пов., Перерослинська вол., 22 км. від Острога. В кінці 19 ст. було там 95 домів 603 жителів, дерев'яна церква з 1753 р. (Василевська), дуже архаїчної конструкції. В 19 ст. селянської землі в К. було 466 дес. і фільварочної 581 дес, земля чорнозем на вапняному підкладі. В ур. Надишень, під час розкорчівки лісу, натраплено на неолітичну оселю і робітню кремінного знаряддя. В 1878 р. досліджував цю оселю член археологічного Т-ва, В. Рупневський, знахідки з К. віддав він до Дорпажу (Юр'єва, Естонія). . | |